# Saint-Nicolas-lès-Cîteaux
Saint-Nicolas-lès-Cîteaux is een gemeente in het Franse departement Côte-d'Or (regio Bourgogne-Franche-Comté) en telt 463 inwoners (2005). De plaats maakt deel uit van het arrondissement Beaune.
In deze gemeente bevindt zich de abdij van Cîteaux, tot de Franse Revolutie het moederhuis van de cisterciënzer orde, sinds 1898 een trappistenabdij.

## Geografie
De oppervlakte van Saint-Nicolas-lès-Cîteaux bedraagt 28,6 km², de bevolkingsdichtheid is 16,2 inwoners per km².
De onderstaande kaart toont de ligging van Saint-Nicolas-lès-Cîteaux met de belangrijkste infrastructuur en aangrenzende gemeenten.

## Demografie
Onderstaande figuur toont het verloop van het inwonertal (bron: INSEE-tellingen).